# Anomochilus monticola
Espèce
Statut de conservation UICN

 DD  : Données insuffisantes
Anomochilus monticola est une espèce de serpents de la famille des Anomochilidae.

## Répartition
Cette espèce est endémique du Sabah en Malaisie orientale à Bornéo.

## Étymologie
Le nom spécifique monticola vient du latin monticola, « habitant des montagnes », en référence à la distribution de ce saurien.

## Publication originale
- Das, Lakim, Lim & Hui, 2008 : New Species of Anomochilus from Borneo (Squamata: Anomochilidae). Journal of Herpetology, vol. 42, n. 3, p. 584-591.